# Audace (etichetta)
Audace è un'etichetta editoriale della casa editrice italiana Sergio Bonelli Editore inaugurata nel 2018 nata per distinguere pubblicazioni dal taglio più maturo rispetto ai classici standard dell'editore.
Anche le miniserie Coney Island, Tropical Blues, Hellnoir, UT pubblicate all'interno della collana Romanzi a fumetti Bonelli vengono distribuite con l'etichetta Audace.

## Pubblicazioni

### Attica
Prima serie in formato manga edita dalla Sergio Bonelli Editore, sceneggiata e disegnata da Giacomo Keison Bevilacqua.
Attica, circondata da impenetrabili mura, è considerata la città più bella e moderna del XXI secolo. Ambita meta turistica e speranza di una vita migliore per migliaia di persone, Attica è in realtà una grande bugia. Per questo, cinque ragazzi dagli strani poteri si uniranno loro malgrado per compiere un'impresa folle: radere al suolo le mura della città più bella del mondo e metterla a ferro e fuoco, cercando di non farsi ammazzare. O di non ammazzarsi a vicenda...
La serie completa conta 6 albi.

### Darwin
Reboot della omonima storia già uscita per la collana Romanzi a fumetti Bonelli.
Il 21 dicembre 2012 la profezia Maya si è avverata: la luna è esplosa e il mondo è andato in pezzi, travolto da una pioggia di meteoriti. I sopravvissuti cercano di affrontare la nuova realtà mentre l’umanità intera sembra imbarbarirsi sempre più. L’unica speranza è legata a un gruppo di ragazzi “speciali”, che forse hanno la chiave per capire che cosa è veramente successo.
La serie completa conta 8 volumi ed è sceneggiata da Michele Masiero e disegnata da Luigi Piccatto, Renato Riccio e Matteo Santaniello.

### Deadwood Dick
Adattamento dei racconti Soldierin e Hide and Horns e del romanzo breve Black Hat Jack di Joe R. Landsdale.
La serie completa conta 7 albi ed è sceneggiata da Mauro Boselli e disegnata da Stefano Andreucci, Corrado Mastantuono e Pasquale Frisenda.

### Il Confine
In un piccolo villaggio alpino, al confine tra Italia e Francia, un'intera scolaresca in gita scompare nel nulla. La causa potrebbe essere una valanga, ma le ricerche non portano a nulla. A occuparsi del caso, un'agente italiana e uno francese. Di tassello in tassello, i due compongono un puzzle dai contorni incerti: ogni volta che viene svelato un frammento di verità, la prospettiva cambia e nascono nuove, inquietanti, domande...
Al 2022 questo titolo conta 8 volumi ed è sceneggiata da Mauro Uzzeo e Giovanni Masi.

### K-11
Mentre il secondo conflitto mondiale si avvia alla sua conclusione, un giovane soldato sovietico accetta di partecipare a un pericoloso progetto scientifico segreto. Segnato nel corpo e nell'animo dall'assedio di Stalingrado, Karl compie il suo primo, doloroso passo nell'era che segnerà tutto il Novecento.
Al momento K-11 conta 5 volumi ed è sceneggiata da Matteo Casali, disegnata da Luca Genovese, Davide Gianfelice, Andrea Accardi, Francesco Francini e Stefano Landini, colorata da Luca Saponti e Stefania Aquaro mentre le copertine sono di Emiliano Mammucari.

### Lo Sconosciuto. Le nuove avventure
Serie che riprende il celebre personaggio ideato da Magnus. Il primo volume si intitola Le luci dell'Ovest sceneggiato da Daniele Brolli e disegnata da Davide Fabbri e Christian Dalla Vecchia. Il secondo volume intitolato I segreti e le colpe uscirà nell'aprile 2022 sempre sceneggiato da Daniele Brolli e disegnato da Davide Fabbri.

### Mister No Revolution
Nuova versione delle origini di Mister No. La storia del personaggio viene spostata più avanti nella storia con Jerry Drake che anziché essere reduce della seconda guerra mondiale è reduce della guerra del Vietnam.
La serie completa conta 6 volumi.

### Senzanima
Prequel della serie Dragonero. Narra della gioventù di Ian Aranill e della sua militanza in una compagnia di ventura denominata Senzanima.
Al momento la serie conta 8 volumi cartonati ed è sceneggiata da Luca Enoch e Stefano Vietti, disegnata da Mario Alberti, Ivan Calcaterra, Alfio Buscaglia, Manolo Morrone e Francesco Rizzato, colorata da Andres Mossa e Paolo Francescutto mentre le copertine sono di Mario Alberti.

### Sottosopra
Un giorno, per tutti gli esseri viventi, la gravità del pianeta si inverte. Uomini, animali, acqua, tutto ciò che è vivo "cade" verso l'alto e scompare nel cielo. Dove, nessuno lo sa. Per chi è sopravvissuto, è l'inizio di un terribile incubo.
La serie, in corso di pubblicazione, è composta da 3 volumi annuali. Il soggetto e la sceneggiatura sono di Luca Enoch, i disegni di Riccardo Crosa e i colori di Paolo Francescutto.

### Zardo
Trasposizione a fumetti del romanzo Nero. di Tiziano Sclavi, i disegni sono di Emiliano Mammucari.

### La Divina Congrega
La Divina Congrega è una graphic novel in formato francese a colori cartonato di Marco Nucci, Giulio Antonio Gualtieri, Giorgio Spalletta e Matteo Spirito. Storia fantasy che vede protagonista Dante Alighieri ed altri personaggi famosi come Leonardo Da Vinci, Lorenzo il Magnifico, Otello, la Venere di Botticelli, Cristoforo Colombo e la maga Circe.
Il primo volume esce nel novembre 2021 mentre il secondo volume viene presentato nel novembre 2022.

### Nero
Graphic novel in formato francese a colori cartonati dei fratelli Emiliano e Matteo Mammucari. Nero narra la storia di due guerrieri, uno arabo e uno cristiano, che lottano fianco a fianco sullo sfondo delle Crociate in una storia che mescola il mondo cupo e avventuroso del Medioevo alla tradizione favolistica orientale.
Il primo volume esce nel dicembre 2021 mentre il secondo verrà pubblicato nell'aprile 2022.

### Simulacri
Graphic novel horror ambientato all'isola d'Elba. Soggetto di Jacopo Camagni e Marco Bucci, sceneggiatura di Marco Bucci e Eleonora Caruso, disegni di Flavia Biondi, Giulio Macaione e Jacopo Camagni.